# Io ci sono
Io ci sono è un film per la televisione, diretto da Luciano Manuzzi, interpretato da Cristiana Capotondi nel ruolo della protagonista e andato in onda in prima visione su Rai 1 il 22 novembre 2016.
Il film, tratto dal libro Io ci sono. La mia storia di non amore, racconta la storia realmente accaduta all'avvocato pesarese Lucia Annibali, il cui viso venne deturpato da sostanze acide in seguito a un'aggressione avvenuta sul pianerottolo di casa propria.

## Trama
La storia viene raccontata attraverso vari flash-back. Mentre la protagonista Lucia, una giovane avvocata, viene soccorsa durante un'aggressione dinanzi alla porta del suo appartamento, la vicenda torna indietro di circa un anno, quando durante una normale udienza conosce il collega Luca Varani, che da subito inizia a corteggiarla in maniera egocentrica. Luca si dimostra però un uomo al di sotto delle aspettative di Lucia, poiché tra un continuo tira e molla e l'altro porta la donna all'esasperazione, malgrado lei gli abbia concesso tempo e pazienza, soprattutto quando scopre che Luca è ancora legato a Sara, la sua ex compagna sentimentale. 
Ritornando al presente e dopo i primi soccorsi, Lucia racconta di aver aperto la porta di casa trovandola a soqquadro e che all'improvviso, dall'oscurità dell'appartamento, un uomo incappucciato le ha gettato addosso un liquido che la colpisce in pieno viso, i cui schizzi arrivano a toccare anche la mano destra; la scena è raccapricciante: nel liquido ci sono sostanze acide che le corrodono la pelle, provocandole ustioni di terzo grado. Lucia, ancora in uno stato di salute precario e dal letto dell'ospedale, riassume gli avvenimenti che hanno condotto a compiere con efferatezza questo gesto di ferocia nei suoi riguardi; la storia ritorna indietro di pochi mesi, quando Luca che era stato lasciato da Lucia dopo che in un'occasione l'uomo le aveva alzato addosso le mani, inizia a tormentare pesantemente Lucia, ordinandole di non assumere atteggiamenti possessivi e che non può permettersi di rompere il loro rapporto sentimentale.
Luca col passare del tempo diviene sempre più aggressivo e invadente, con lo stalking, e il suo comportamento viene aggravato anche dal fatto che l'uomo è tossicodipendente da uso di cocaina; quando Lucia decide di prendere seriamente le distanze da Luca, richiedendo l'aiuto di un investigatore allo scopo di raccogliere prove sufficienti per una denuncia di stalking, l'uomo paga due albanesi affinché "intimidiscano" Lucia facendole del male, anche se, a detta di Luca, il suo obiettivo era solo il danneggiamento dell'autovettura della donna. Arrestati aggressori e mandante, si arriva al giorno del processo per Lucia e Luca; la corte condanna Luca e i due uomini assoldati da lui a diversi anni di carcere, all'espulsione per i due stranieri e infine a una pena pecuniaria quale risarcimento danni e spese processuali.
Lucia inoltre non volendo che ciò che ha passato lei non sia inutile, decide di raccontare la sua storia ai giovani, affinché capiscano che l'amore vero è assolutamente estraneo a qualunque forma di violenza e prevaricazione.

## Ascolti
- Telespettatori: 4 716 000 - Share: 17,5%[2]

## Produzione
È stata girata in gran parte tra le città di Pesaro e Urbino; in particolare in quest'ultima, in via Saffi, nel palazzo del Collegio Raffaello e nel piazzale del Mercatale.